# Hydraena arcta
Hydraena arcta är en skalbaggsart som beskrevs av Perkins 2007. Hydraena arcta ingår i släktet Hydraena och familjen vattenbrynsbaggar. Inga underarter finns listade i Catalogue of Life.